# 空橋
，是一種在機場使用的設施，連接登機閘口至飛機艙門，方便乘客進出機艙。
空橋問世之前，乘客必須来到航站楼外的機坪上，通过可移動的登機梯进入机舱。此種登機方法仍在世界多數機場使用，但通常都是只能容納小型飛機的小型機場以及低成本航空公司为降低运营成本所使用。部分的老舊航站楼由於規模較小而無法設立多座空橋，有一些会改建而增加空橋区域，而另一些只能通过摆渡巴士將乘客載運至远机位，如香港啟德機場、台北松山機場等等。美國的首座空橋1958年3月28日安裝在芝加哥奥黑尔国际机场由聯合航空使用。首座正式運營的空橋於1959年7月14日安裝在舊金山國際機場供美國航空使用。

## 優點
在任何天氣條件下，空橋可讓旅客無需日曬雨淋而便於登機離機，同時也便於上下樓梯較困難的旅客使用。其頭端固定在登機門處的中軸，橋身則可以左右移動，頭端和尾端皆可升降和伸縮，因此可適用於各種不同的飛機。尾端處有一控制室來控制橋身的移動，另外還有一折棚可向外延伸，密合地銜接機艙門，因而不受天氣影響。雖空橋可左右移動，但機場通常會在機坪地面畫上常用飛機機種的停止線，以使飛機準確停靠而讓空橋無需經常左右移動。
有別於早期將乘客借接駁巴士接送到停機坪登機的方式，空橋不但直接連結了飛機和航站主體，也縮短了旅客、行李、地勤人員與飛機的距離，另外空橋也消除了旅客誤闖甚至入侵機場停機坪、滑行道、機庫、跑道、或其他機場管制區域所產生的飛安風險。

## 缺點
空橋要求飛機必須停靠在航站楼旁，因此仍有一些機場（例如布里斯托機場、平壤国际机场舊航站樓、部分台灣國內線機場）使用傳統的登機梯，方便乘客登上停泊點較遠的飛機。由于空桥只能在一架飞机上使用，部分停机位数量紧张的机场拆除了空桥，以在更大型的停机位上容纳更多小型飞机。空橋的造價及保養成本較一般登機梯昂貴，以致機場對於使用空橋的航空公司收取較高額費用，一些低成本航空公司因降低成本而不使用空橋。
如果处理不当，空桥可能会对停靠的飞机造成损伤。空桥可能会意外接触飞机的外露部件（比如皮托管）并损坏它们。在寒冷天气下空桥可能会被冻在飞机上，如果没有正确除冰就移动空桥可能会造成飞机受损。香港國際機場、悉尼機場、洛杉磯國際機場等机场亦发生过几起空桥倒塌令飞机受损的事故。
此外，使用空橋也有民航機機種的限制，需要至少波音737、空中客车A320等級的民航飛機才能使用空橋；然而大部分支线飞机，如ATR 72、Dash-8、多尼爾228、福克50等機種則因為機身太小、离地太近而無法使用空橋，ATR 72、福克50等飞机由於本身的機艙門就有內建登機梯，則毋需額外使用機場的登機梯。

## 空橋的使用及外觀

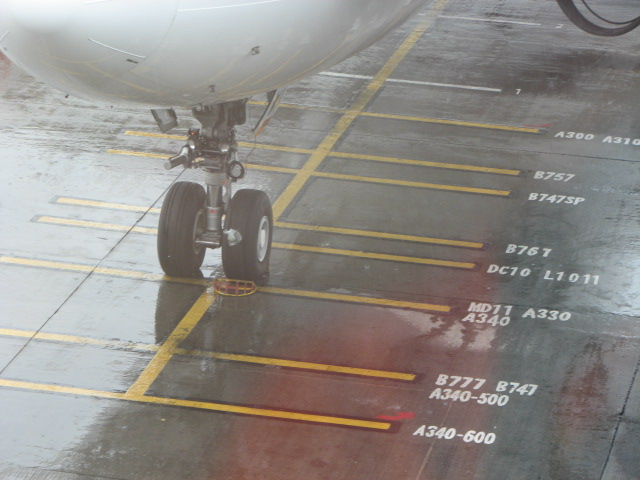
空橋旁的地面標記，飛機的型號由此清晰可見

空橋用來銜接航站樓登機門與飛機機艙門，當登機作業開始時，乘客得遞交登機證給登機門前的地勤服務員方可登機。
空橋的內部看起來像是辦公大樓內狹窄但有照明的無門走廊。有些空橋並沒有任何窗戶，惟蒂森克虏伯有建造玻璃外觀的空橋，基本上會依據航空標準塗上令人愉悅的顏色，鋪上地毯之後，整體顏色會構成一個令人舒適的環境，舒緩乘客候機的緊張感。另有一些空橋會在內部或外部張貼廣告。
空橋採用矩形隧道的設計，可自由伸縮其長度。如目前最長的三隧道空橋（Jetway公司生產）可縮短至60英尺（18），延伸至126英尺（38）。某些機場將固定式的走道延伸至航廈外，再連接空橋的頭端（軸端），使空橋的延伸範圍加長。另有一些固定式的空橋會連接許多移動式的空橋。
空橋的尾端可針對不同的飛機艙門高度進行升降，空橋的走道有時會過於傾斜，因此多數的空橋會在內部加裝手扶桿。在美國，為了符合《美国残疾人法》的要求，空橋的傾斜度最高只能到1:12。
一些有國際線的機場（如臺灣桃園國際機場、底特律都会韦恩县机场、阿姆斯特丹史基浦機場和仁川國際機場）會有兩個尾端的空橋，專給多出口的大型客機使用。理論上，這種空橋能節省登機及下機的時間，但通常一端專門給頭等艙和商務艙的乘客使用，另一端給經濟艙的乘客使用。像空中客车A380這樣的雙層客機出現後，客機停泊處得需要額外的空橋，新加坡樟宜机场為了A380客機的啟用建造了新型空橋（但早期的B747則無需設計雙層空橋）。
空橋的頭端經常固定在航廈建築上，尾端可自由移動，但並非總是如此。在墨爾本機場的國際航廈，其空橋是固定在中央處，兩端可任意移動，靠近航廈的那端可以自由升降來銜接離境樓層和入境樓層。荷蘭阿姆斯特丹的史基浦機場，部分的空橋會安裝上可讓空橋升降的大吊臂，以供A380客機的上層乘客進出。

## 图集

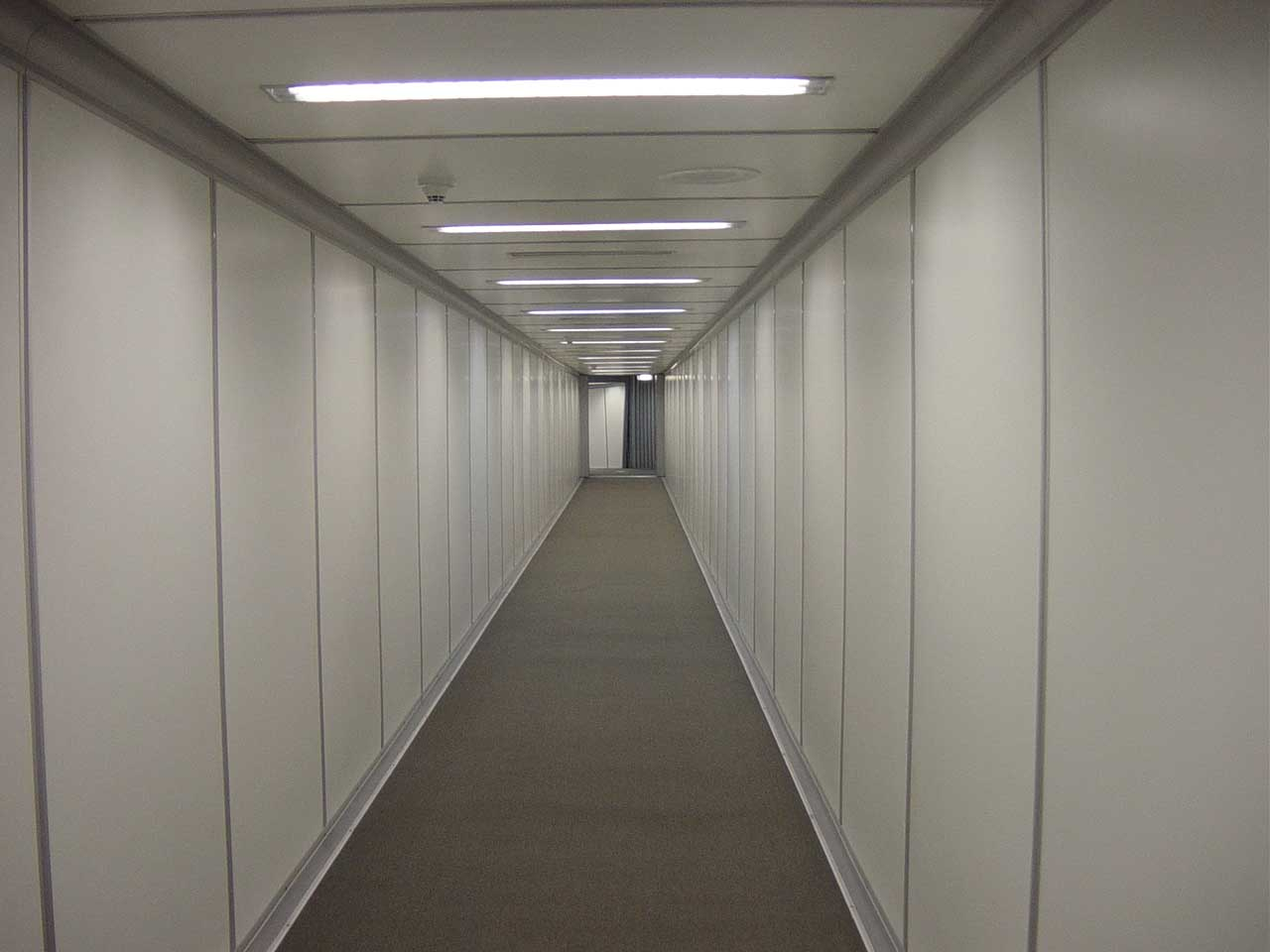
不透明空橋的內部
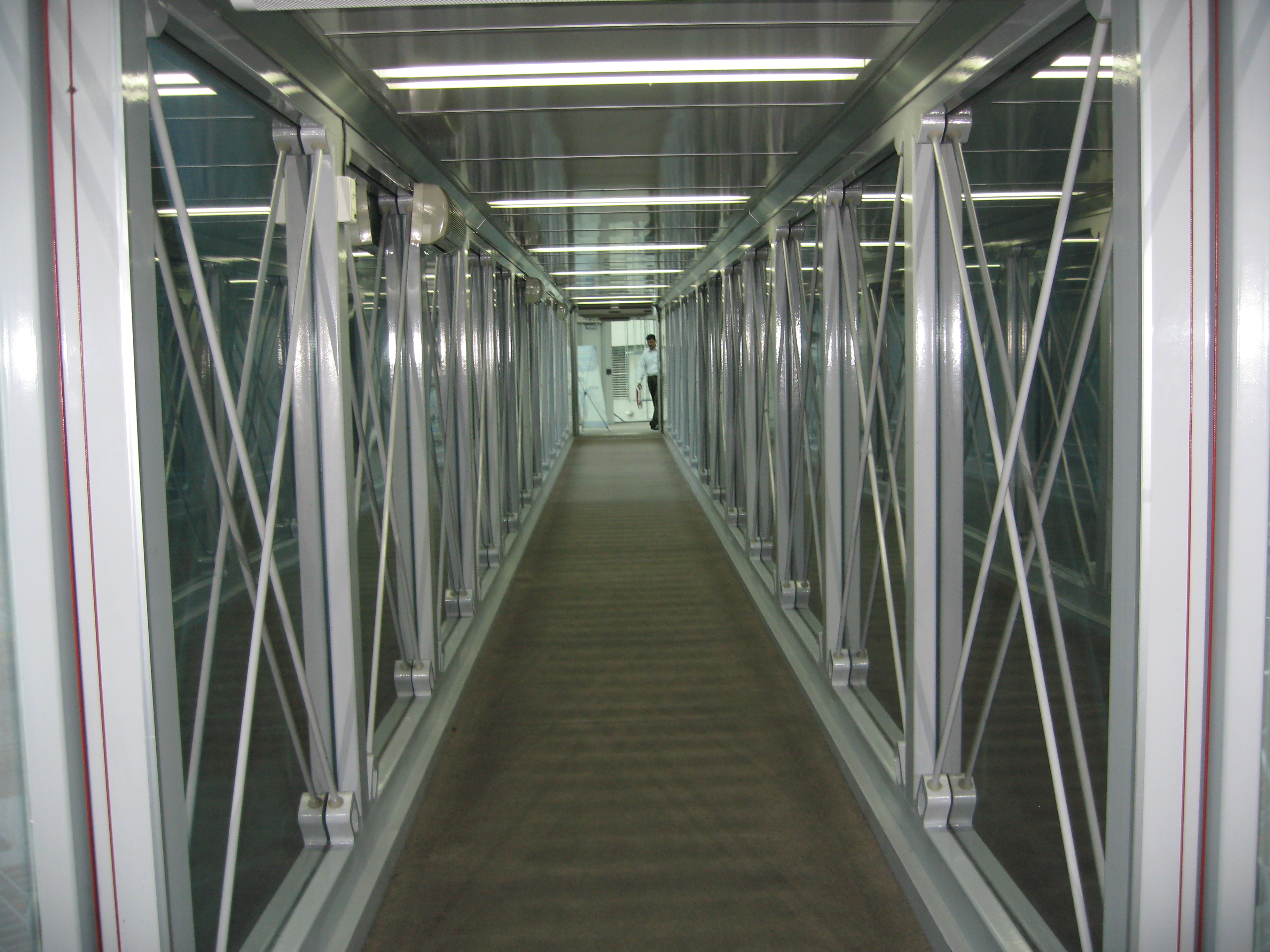
玻璃罩空橋的内部
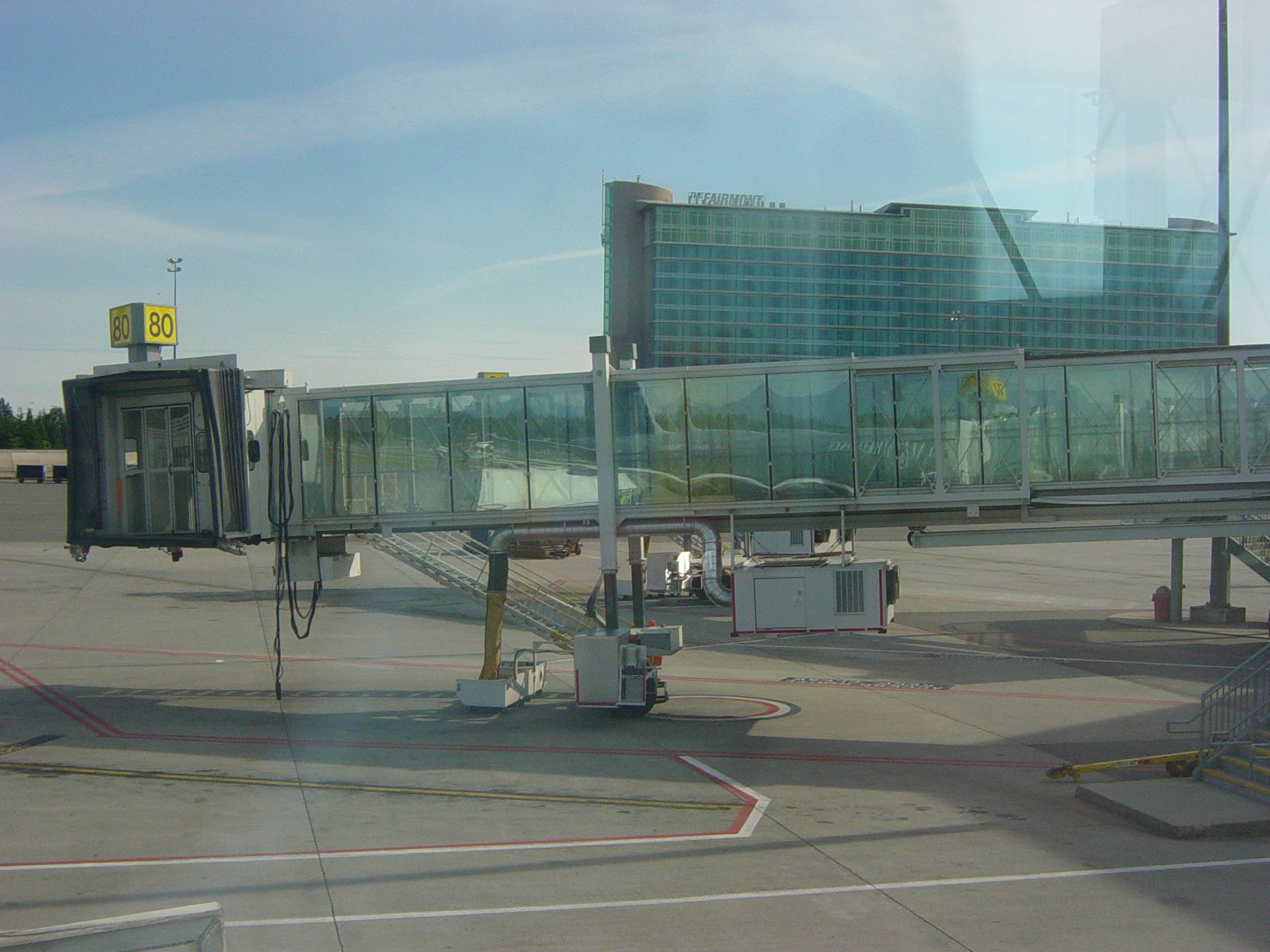
加拿大溫哥華國際機場的玻璃罩空橋
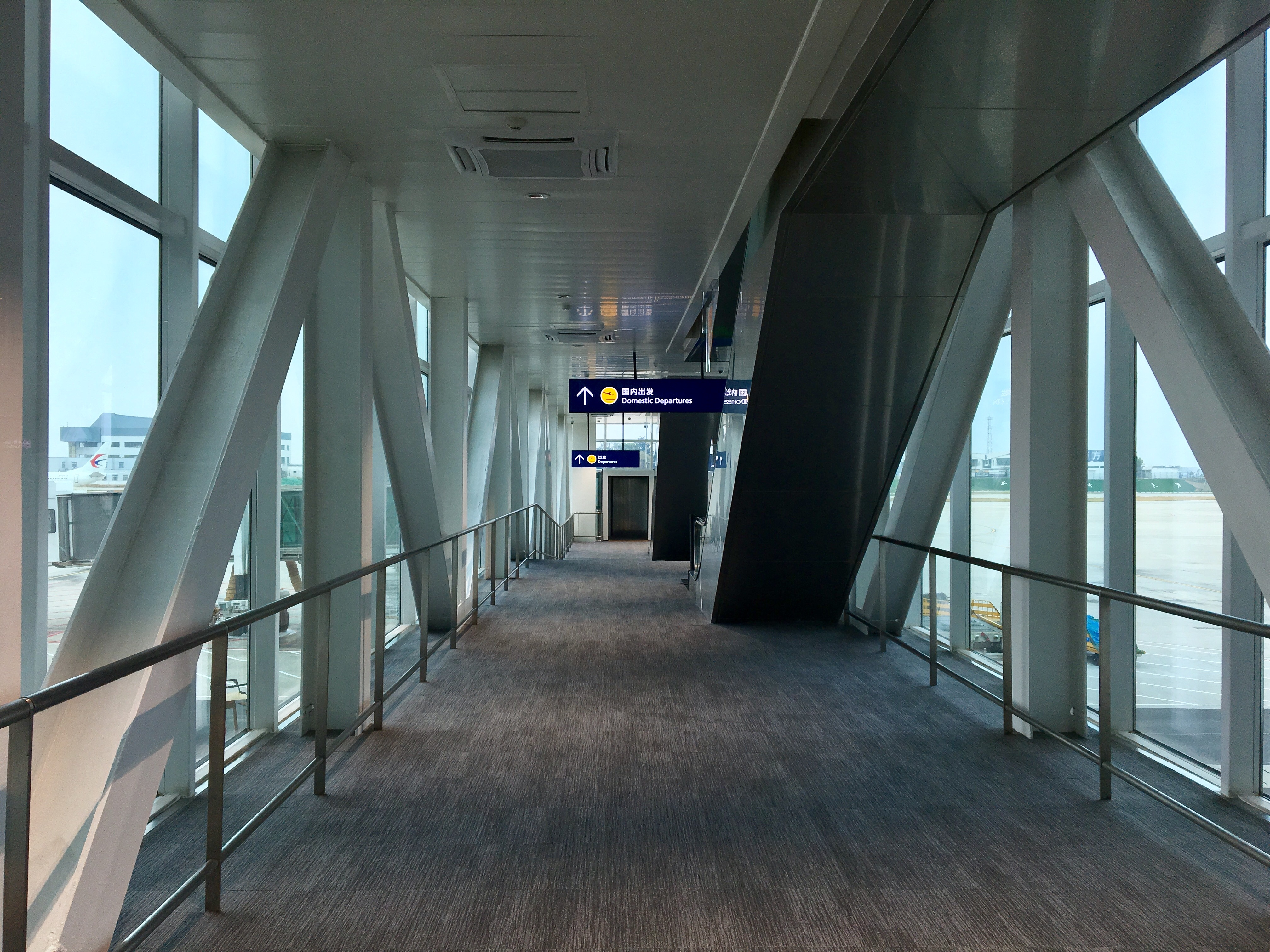
武汉天河国际机场T3航站楼玻璃登機橋內部
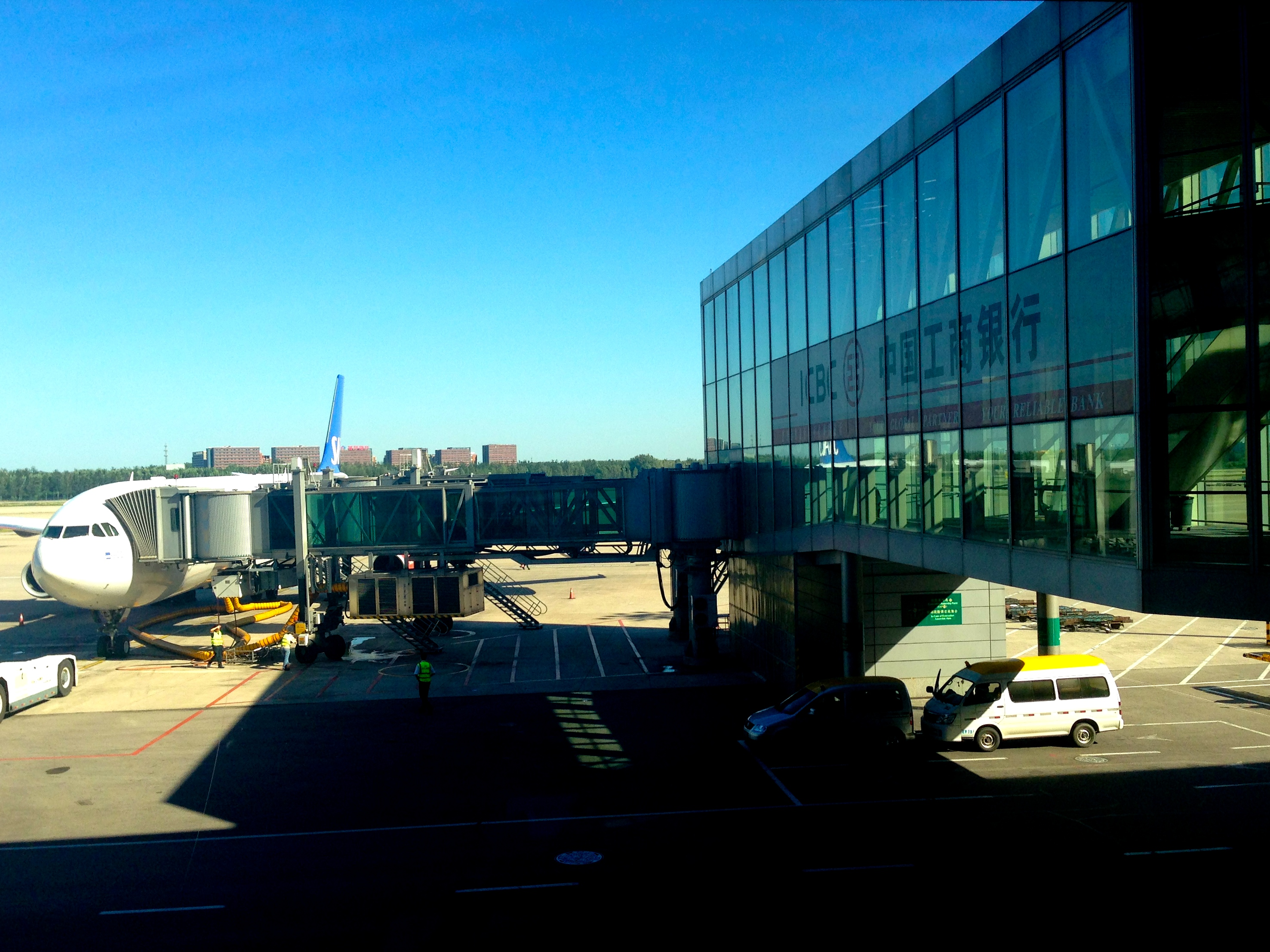
北京首都国际机场三号航站楼玻璃登機橋外观
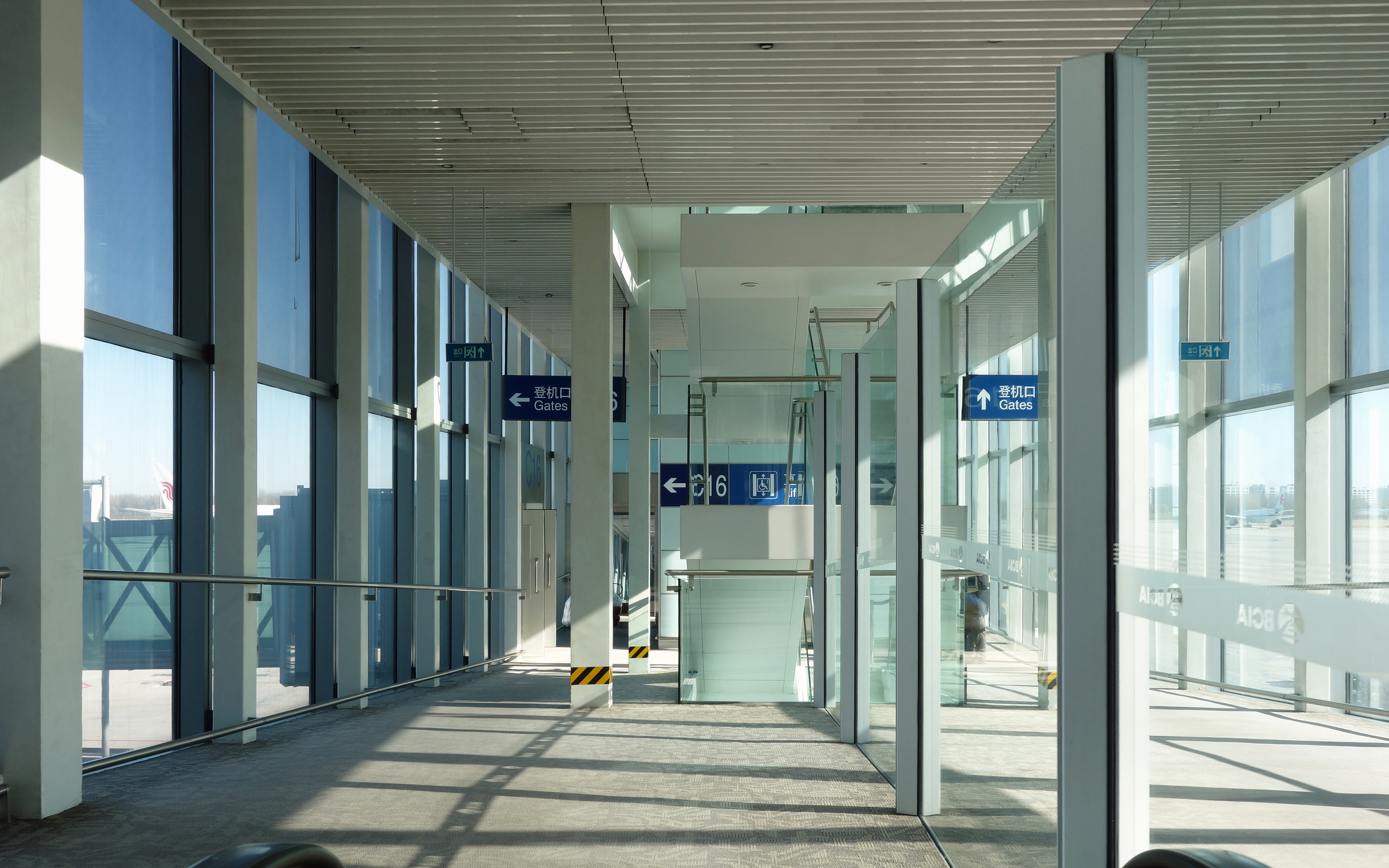
北京首都国际机场三号航站楼登機橋内部
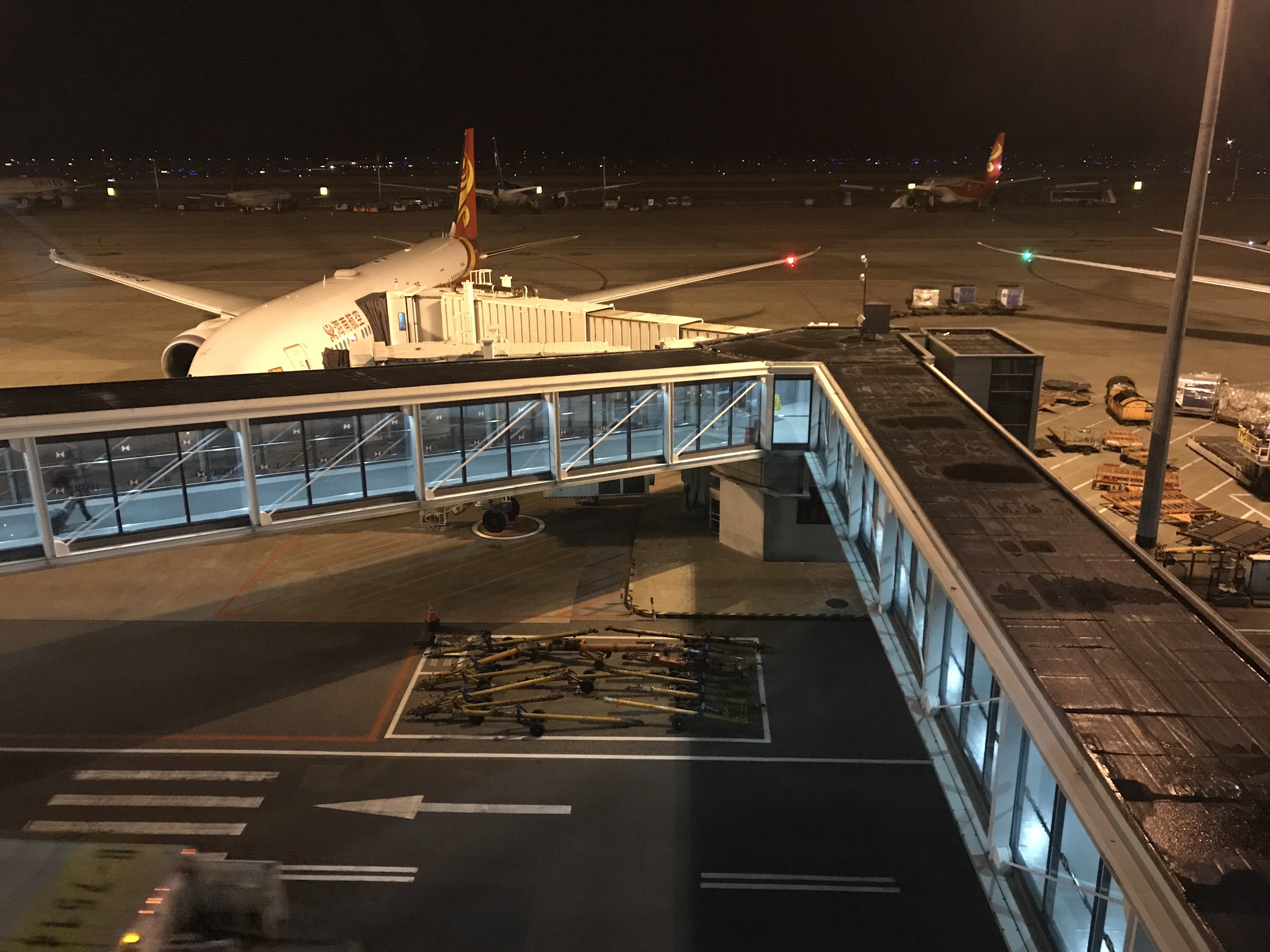
上海浦东国际机场第二航站楼的登機橋，通往航站楼不同楼层的两个分支使其可兼容按需为国内航班和国际航班服务
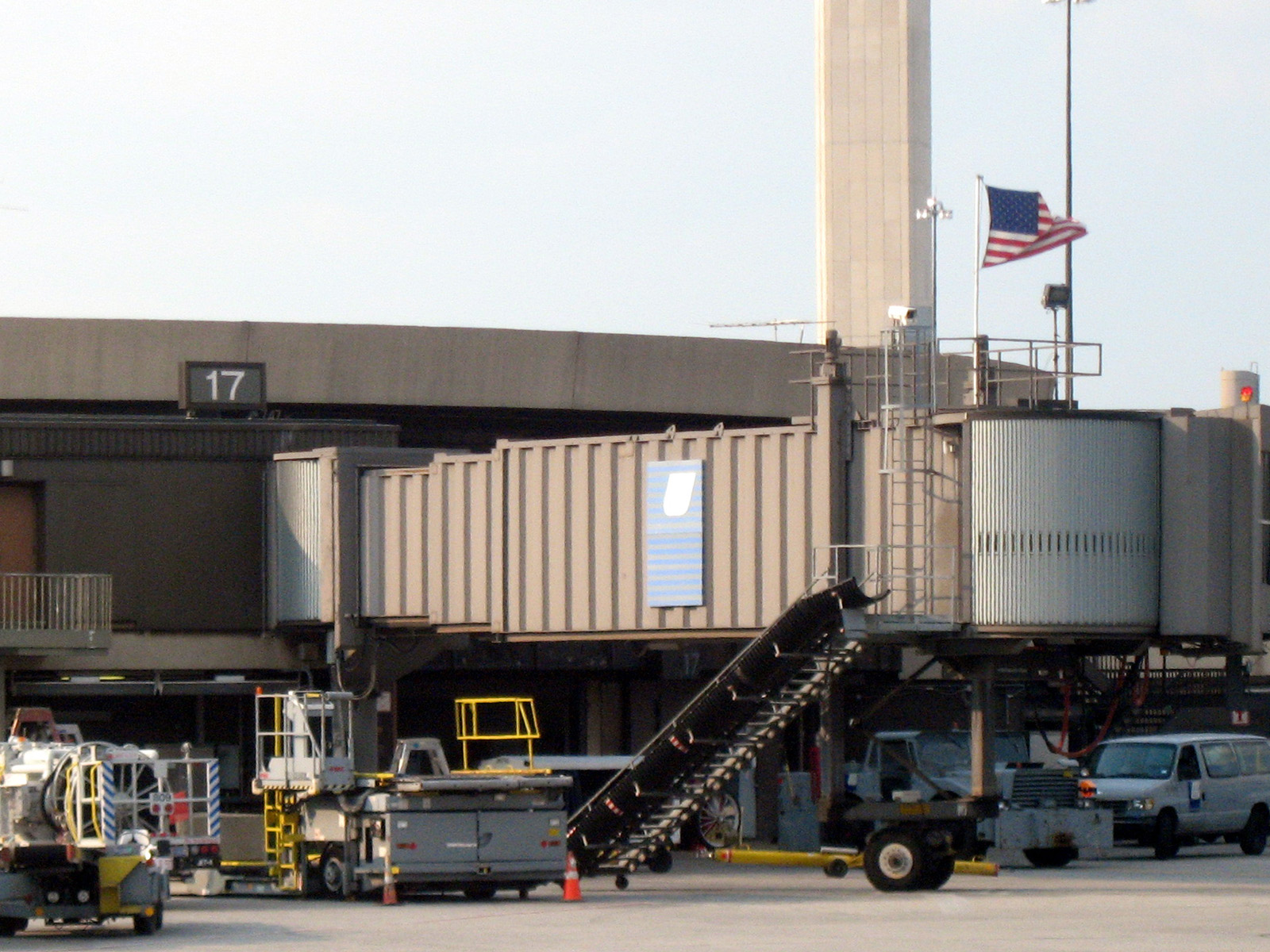
美國紐華克自由國際機場A航站楼17號登机口的空橋，此空橋因曾提供給911事件中的聯航93班機使用而插上美国国旗以茲紀念
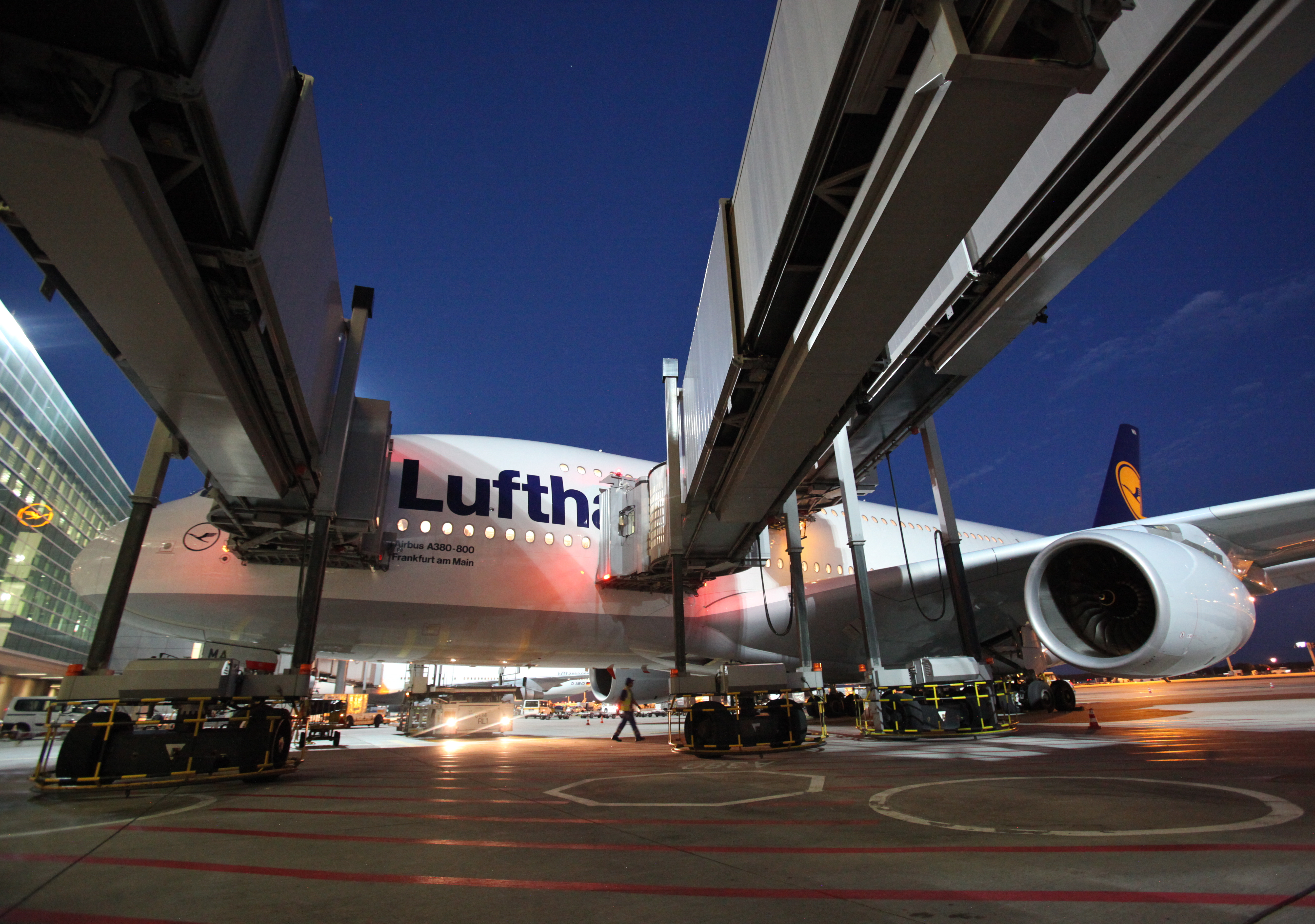
德國法兰克福机场的三重登機橋正连接至一架汉莎航空的A380客机
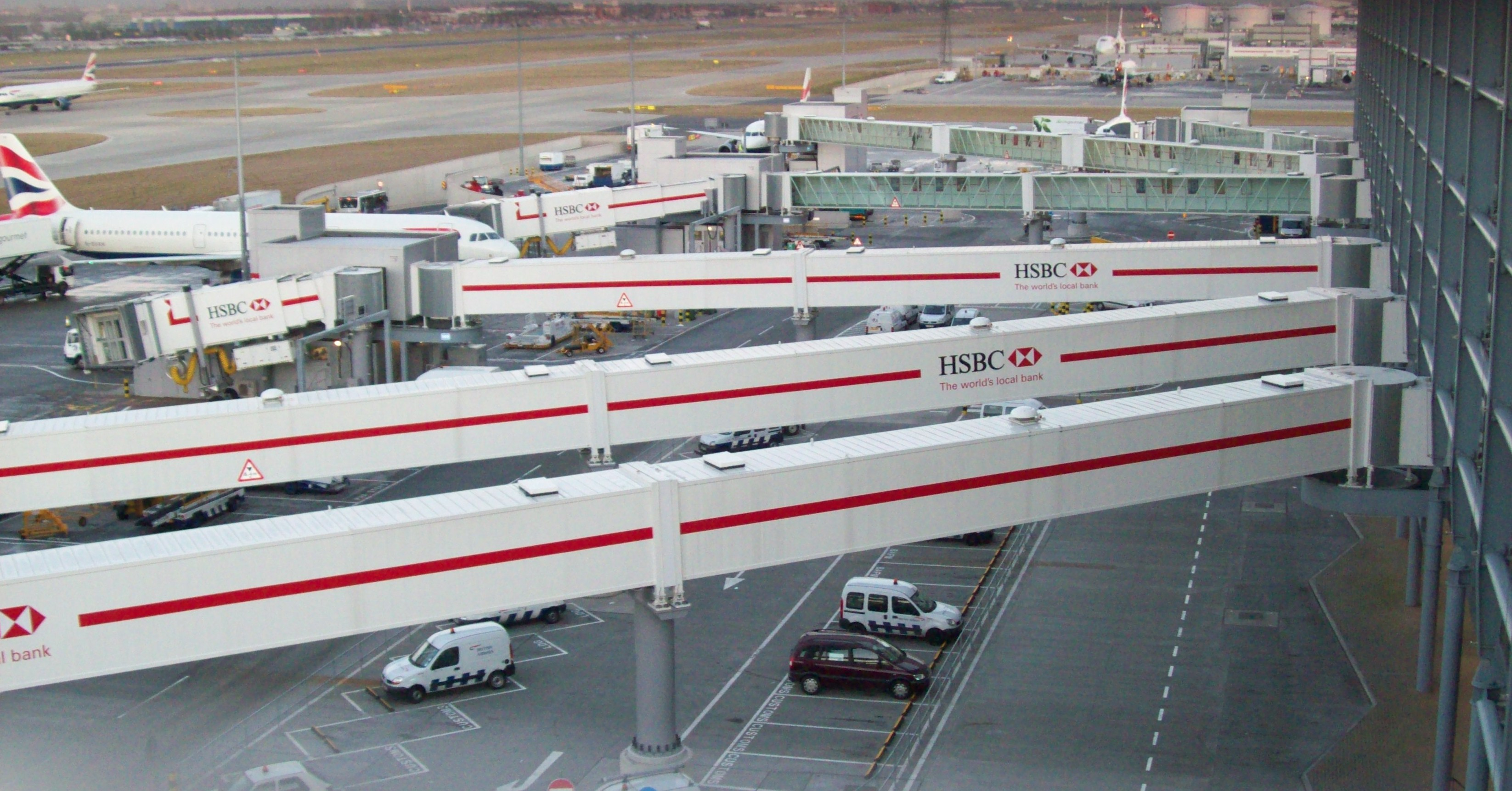
英國希思罗机场五号航站楼的登機橋，外墙涂有汇丰银行的广告
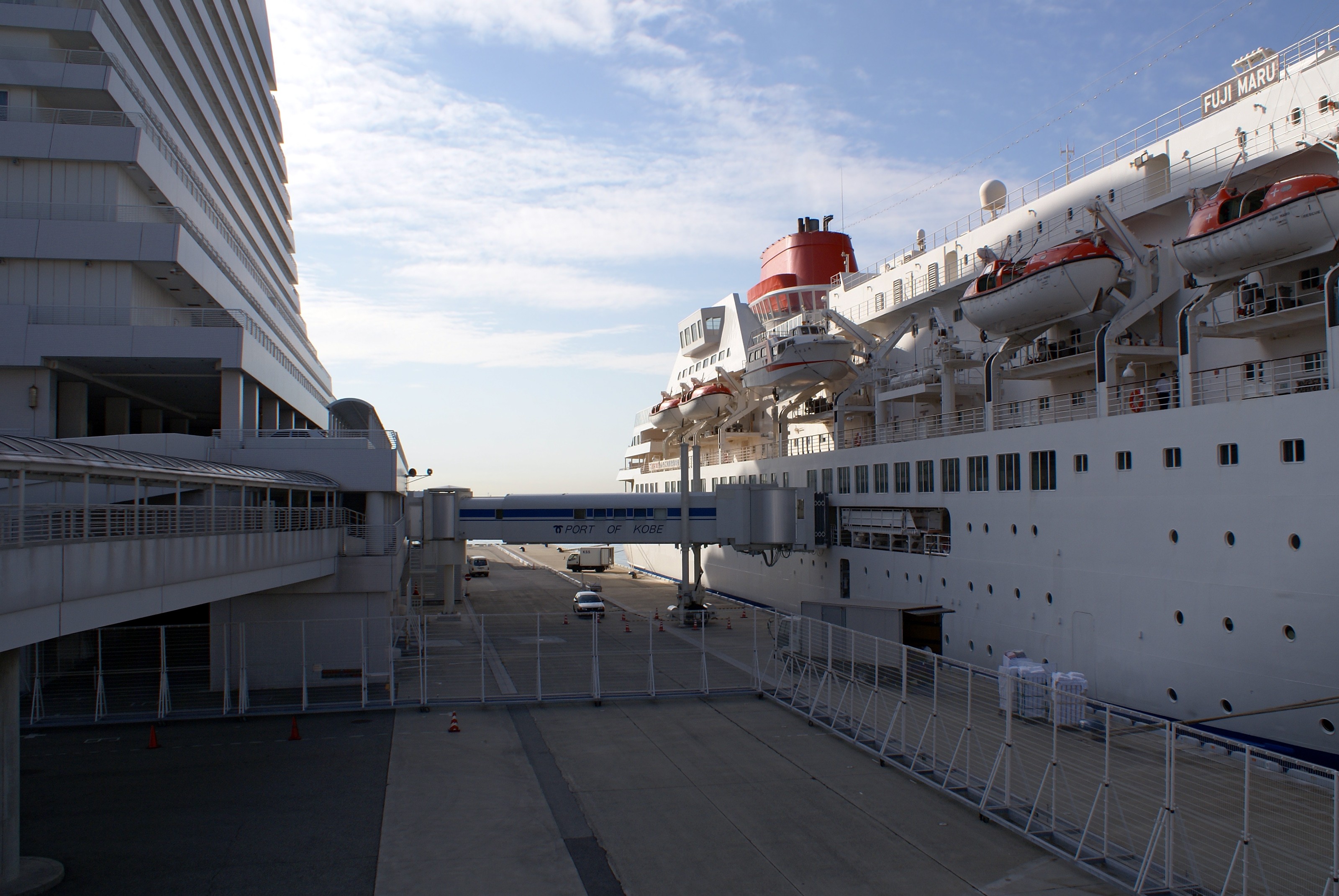
日本神戶港的以登機橋作登船之用